# 桴焉市级自然保护区
桴焉市级自然保护区位于中国贵州省正安县西北部，与绥阳县、桐梓县及重庆市南川区接壤，地处大娄山山脉的主体部分。总面积为32,448公顷，森林覆盖率78.8%。
保护区内分布有1,500余种动植物，其中包括南方红豆杉、鹅掌楸等国家及省级重点保护植物，以及林麝、穿山甲、红腹锦鸡等国家及省级重点保护动物。
桴焉自然保护区内有五汇水库和九道水水库，并分布有清溪河、三江河、石梁河、芭蕉河等河流。